# When a Man Rides Alone (film fra 1919)
When a Man Rides Alone er en amerikansk stumfilm fra 1919 af Henry King.